# La Loubière
La Loubière – miejscowość i gmina we Francji, w regionie Oksytania, w departamencie Aveyron.  W 2013 roku jej populacja wynosiła 1531 mieszkańców. Przez gminę przepływa rzeka Aveyron. 

## Zabytki
Zabytki w miejscowości posiadające status monument historique:
- dolmen de Cayssac 1
- fontanna w osadzie Cayssac (fr. Fontaine de Cayssac)